# 말루쿠해

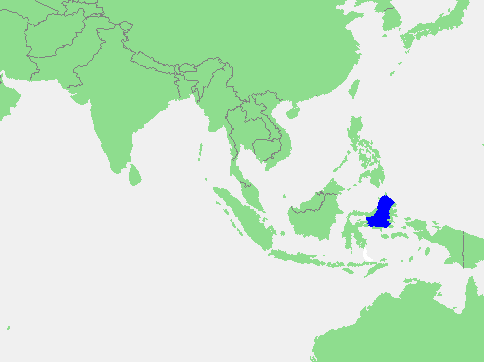
말루쿠해의 위치

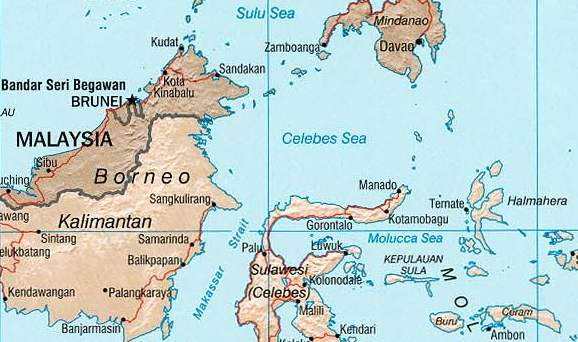
말루쿠해 지도

말루쿠해(Laut Maluku)는 태평양 서부의 바다로 인도네시아의 영해이다.
남쪽으로는 반다해, 북쪽으로는 술라웨시해와 연결된다.
북동쪽은 할마헤라섬, 중앙에는 부루섬과 스람섬, 서쪽은 술라웨시섬, 동쪽에는 말루쿠 제도가 놓여있다. 탈라웃 제도가 바다의 북쪽 끝이지만, 지질학적으로 말루쿠해판은 훨씬 더 북쪽까지 연장된다.

## 같이 보기
- 믈라카 해협